# Demokratirörelsen i Nepal 2006

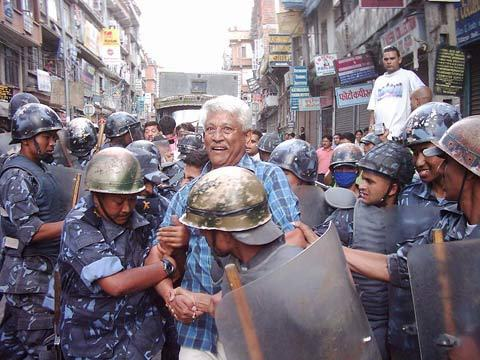
Kung Gyanendra arresterade framstående ledare inklusive den nepalesiska kongressens talesperson Arjun Narasingha K.C. – som visas ovan för att föras till det centrala fängelset.

Demokratirörelsen i Nepal 2006 (nepalesiska Loktantra Andolan) var en rörelse i Nepal för mot kung Gyanendras enväldiga styre av landet och för inrättandet av republik och en konstituerande församling. Rörelsen ses av vissa som en fortsättning på Jana Andolan-rörelsen som i början av 1990-talet tvingade fram konstitutionell monarki och flerpartisystem. 

## Bakgrund
1 februari 2005 deklarerade Kung Gyanendra undantagstillstånd i Nepal, vilket enligt konstitutionen innebar att han hade rätt att ta över det direkta styret av landet. Denna rätt brukade han till att upplösa parlamentet och införa absolut monarki, med hänvisning till att de politiska partierna inte lyckats bekämpa det maoistiska upproret, kallat Nepalesiska folkkriget av rebellerna, som skakat landet sedan 1996. 
En bred allians, vars sju medverkande partier kontrollerat 90% av mandaten i parlamentet innan det upplöstes, skapades för att bekämpa den absoluta monarkin. I december 2005 slöt denna s.k. sjupartiallians ett tolvpunktsavtal med de maoistiska rebellerna i Nepals Kommunistiska Parti (maoisterna) där maoisterna förband sig till att kämpa för demokrati och yttrandefrihet och alliansen förband sig att kämpa för att genomföra maoisternas krav på en konstituerande församling. 
I samband med lokalvalen i början av 2006 intensifierades motsättningarna då maoisterna och sjupartialliansen bojkottade lokalvalen och inledde en massiv agitationskampanj för en valbojkott. Valet genomfördes och enligt myndigheterna var valdeltagandet 21%, en siffra som oppositionen ifrågasätter.

## Generalstrejk
Sjupartialliansen utlyste generalstrejk mellan 5 och 9 april 2006. I samband med detta utlyste NKP(m) en tillfällig vapenvila i Katmandu-dalen. I samband med generalstrejken genomfördes stora protester och den 8 april utlystes utegångsförbud och polisen fick order om att omedelbart skjuta eventuella demonstranter. 
9 april utlyste sjupartialliansen skattestrejk och meddelade att motståndet fortsätter tills vidare. Regeringen meddelar att det avser använda hårdare metoder för att verkställa utegångsförbudet. Maoisternas ledare Prachandra uttalar sig att detta inte längre ligger i sjupartialliansens händer utan att det blivit en folkrörelse och att han själv kan tänka sig att leda ett uppror i huvudstaden. 
10 april genomfördes protester i Katmandu som samlade mellan 100 000 och 200 000 människor, d.v.s. ungefär 10% av stadens befolkning. 
21 april genomfördes protester i Katmandu som samlade mellan 300 000 och 500 000 människor. 3 personer skjuts ihjäl av polisen. Samma kväll meddelar kung Gyanendra att han återupprättar parlamentet och uppmanar sjupartialliansen att utse en premiärministerkandidat. 
22 april sjupartialliansen tillbakavisar kung Gyanendras utfästelse och pekade istället ut tre mål: återupprättande av det gamla parlamentet, skapandet av en samlingsregering och val till en konstituerande församling för att skriva en ny författning. 

### Fotnoter
1. ↑  GEFONT: Over 500,000 defy curfew in Kathmandu, at least 3 get martyrdom
2. ↑  ”Power to the people”. The Age. 22 april 2006. http://www.theage.com.au/news/world/power-to-the-people/2006/04/22/1145344311840.html?page=fullpage#contentSwap1.
3. ↑  ”Nepal party promises new protests”. BBC News. 22 april 2006. http://news.bbc.co.uk/2/hi/south_asia/4932894.stm.
4. ↑  UWB: General Strike Day XVII